# Geoffrey Bodenhausen
Geoffrey Bodenhausen (né en 1951) est un chimiste français spécialisé dans la résonance magnétique nucléaire, étant très cité dans son domaine. Il est membre correspondant de l'Académie royale néerlandaise des arts et des sciences et membre de la Société américaine de physique. Il est professeur émérite au Département de chimie de l'École normale supérieure (ENS) de Paris et professeur honoraire au Laboratoire de résonance magnétique biomoléculaire de l'École polytechnique fédérale de Lausanne (EPFL). Il est membre du comité de rédaction de la revue Progress in Nuclear Magnetic Resonance Spectroscopy . Il est président du comité de rédaction de la revue Magnetic Resonance.

## Biographie
Il obtient un diplôme en chimie de l'ETH Zurich en 1974 et un D.Phil. de l'Université d'Oxford en 1977, sous la direction de Ray Freeman.
Bodenhausen commence ses recherches post-doctorales sous la direction de Robert et Regitze Vold à l'Université de Californie à San Diego. Il travaille ensuite avec Leo Neuringer et Robert G. Griffin (en) au Massachusetts Institute of Technology puis en 1980 il s'installe à l'ETH de Zurich, où il rejoint le groupe de Richard R. Ernst.
En 1985, il est nommé professeur à l'Université de Lausanne. En 1994, il devient professeur à l'Université d'État de Floride à Tallahassee, occupant le poste de directeur de l'Institute for Advanced Studies in Magnetic Resonance. En 1996, il est élu membre de l'American Physical Society "pour ses nombreuses contributions à faire de la résonance magnétique l'une des méthodes les plus sophistiquées et les plus polyvalentes disponibles pour mieux comprendre la structure et la dynamique des molécules en phase condensée et gazeuse".
En 1996, il est nommé professeur à l'Ecole Normale Supérieure de Paris. Il occupe également un poste à temps partiel à l'École Polytechnique Fédérale de Lausanne.
De 2005 à 2011, il préside le conseil d'administration d'EUROMAR .

## Recherches
Bodenhausen est l'un des pionniers dans le domaine de la spectroscopie RMN à transformée de Fourier bidimensionnelle. Dans le groupe de Ray Freeman, il contribue à certaines des premières expériences hétéronucléaires.
En 1976, il propose un schéma pour induire une excitation sélective de petites portions de spectres multilignes, plus tard nommé DANTE par Morris et Freeman.
En 1977, Bodenhausen et Freeman montrent comment il est possible en observant le spectre d'un hétéronoyau (un noyau atomique autre qu'un proton) d'obtenir une détection indirecte des fréquences de résonance des protons et des corrélations des déplacements chimiques entre les protons et les hétéronoyaux,. En 1980, Bodenhausen et DJ Ruben introduisent l'expérience HSQC (Heteronuclear Single Quantum Coherence), qui produit des spectres bidimensionnels (2D) avec un axe pour les protons ( 1 H) et l'autre pour un hétéronoyau, généralement 13 C ou 15 N ,. Ce double INEPT sert de base à de nombreuses expériences hétéronucléaires quantiques simples ultérieures publiées dans la littérature et il s'avère essentiel dans la chimie organique de la spectroscopie et dans le domaine de la RMN des protéines.
L'une des premières étapes dans l'augmentation du contenu informationnel des spectres RMN est l'introduction d'un transfert de cohérence homonucléaire relayé par Geoffrey Bodenhausen en collaboration avec Gerhard Eich.
En 1984, il publie avec Herbert Kogler et Richard R. Ernst un article clé dans Journal of Magnetic Resonance où ils décrivent comment concevoir des cycles de phase permettant la sélection de voies de transfert de cohérence spécifiques dans l'expérience d'impulsion RMN.
En 1987, il publie avec Richard R. Ernst et Alexander Wokaun Principles of Nuclear Magnetic Resonance in One and Two Dimensions, considéré comme une monographie classique sur le thème de la RMN multidimensionnelle.